# Listă de conducători de stat din 1691
1687 - 1688 - 1689 - 1690 - 1691 - 1692 - 1693 - 1694 - 1695
Aceasta este o listă a conducătorilor de stat din anul 1691:

## Europa
- Anglia: William al III-lea (rege din dinastia Stuart-Orania, 1689-1702; totodată, stathouder de Olanda, 1672-1702) și Maria a II-lea (regină din dinastia Stuart, 1689-1694)
- Austria: Leopold I (arhiduce din dinastia de Habsburg, 1658-1705; totodată, rege al Cehiei, 1657-1705; totodată, rege al Ungariei, 1657-1705; totodată, rege al Germaniei, 1658-1705; totodată, împărat occidental, 1658-1705)
- Bavaria: Maximilian al II-lea (principe elector din dinastia de Wittelsbach, 1679-1726)
- Brandenburg: Frederic al III-lea (mare principe elector din dinastia de Hohenzollern, 1688-1713; totodată, duce de Prusia, 1688-1713; rege, din 1703)
- Cehia: Leopold I (rege din dinastia de Habsburg, 1657-1705; totodată, rege al Ungariei, 1657-1705; ulterior, arhiduce de Austria, 1658-1705; ulterior, rege al Germaniei, 1658-1705; ulterior, împărat occidental, 1658-1705)
- Crimeea: Selim Ghirai I ibn Bahadîr (han din dinastia Ghiraizilor, 1671-1678, 1684-1691, 1692-1699, 1702-1704), Saadet Ghirai al II-lea ibn Kîrîm ibn Selamet Ghirai (I) (han din dinastia Ghiraizilor, 1691) și Safa Ghirai ibn Selamet Ghirai (I) (han din dinastia Ghiraizilor, 1691-1692)
- Danemarca: Christian al V-lea (rege din dinastia de Oldenburg, 1670-1699)
- Florența: Cosimo al III-lea (mare duce din familia Medici, 1670-1723)
- Franța: Ludovic al XIV-lea cel Mare (rege din dinastia de Bourbon, 1643-1715)
- Genova: Oberto Della Torre (doge, 1689-1691) și Giovanni Battista Cattaneo Della Volta (doge, 1691-1693)
- Germania: Leopold I (rege din dinastia de Habsburg, 1658-1705; totodată, rege al Cehiei, 1657-1705; totodată, rege al Ungariei, 1657-1705; totodată, arhiduce de Austria, 1658-1705; totodată, împărat occidental, 1658-1705)
- Gruzia: Irakli I (Nazar Ali Han) (rege din dinastia Bagratizilor, 1688-1703)
- Gruzia, statul Imeretia: Archil (rege din dinastia Bagratizilor, 1661-1663, 1678-1679, 1690-1691, 1695-1696, 1698-1699; anterior, rege în Kakhetia, 1664-1675) și Alexandru al III-lea (rege din dinastia Bagratizilor, 1683-1690, 1691-1695)
- Imperiul occidental: Leopold I (împărat din dinastia de Habsburg, 1658-1705; totodată, rege al Cehiei, 1657-1705; totodată, rege al Ungariei, 1657-1705; totodată, arhiduce de Austria, 1658-1705; totodată, rege al Germaniei, 1658-1705)
- Imperiul otoman: Suleiman al II-lea (sultan din dinastia Osmană, 1687-1691) și Ahmed al II-lea (sultan din dinastia Osmană, 1691-1695)
- Lorena Superioară: Leopold (duce titular din dinastia de Lorena-Vaudemont, 1690-1729; duce, din 1697)
- Mantova: Ferdinando Carlo (duce din casa Gonzaga-Nevers, 1665-1708)
- Modena: Francesco al II-lea (duce din casa d'Este, 1662-1694)
- Moldova: Constantin Cantemir (domnitor, 1685-1692)
- Monaco: Luigi I (principe din casa Grimaldi, 1662-1701)
- Olanda: Wilhelm al III-lea (stathouder din dinastia de Orania, 1672-1702; ulterior, rege al Angliei, 1689-1702)
- Parma și Piacenza: Ranuccio al II-lea (duce din casa Farnese, 1646-1694)
- Polonia: Ioan al III-lea Sobieski (rege, 1674-1696)
- Portugalia: Pedro al II-lea (rege din dinastia de Braganca, 1683-1706)
- Prusia: Frederic al II-lea (duce din dinastia de Hohenzollern, 1688-1713; rege, din 1703; totodată, mare principe elector de Brandenburg, 1688-1713)
- Rusia: Ivan al V-lea (țar din dinastia Romanov, 1682-1696)
- Savoia: Vittorio Amedeo al II-lea (duce, 1675-1730; ulterior, rege al Siciliei, 1713-1718; ulterior, rege al Sardiniei, 1720-1730)
- Saxonia: Johann Georg al III-lea (principe elector din dinastia de Wettin, 1680-1691) și Johann Georg al IV-lea (principe elector din dinastia de Wettin, 1691-1694)
- Spania: Carol al II-lea (rege din dinastia de Habsburg, 1665-1700)
- Statul papal: Alexandru al VIII-lea (papă, 1689-1691) și Innocențiu al XII-lea (papă, 1691-1700)
- Suedia: Carol al XI-lea (rege din dinastia Pfalz-Zweibrucken-Kleeburg, 1660-1697)
- Transilvania: Mihail Apafi al II-lea (principe, 1681-1713) și Gheorghe Banffy I de Losoncz (guvernator, 1691-1708)
- Țara Românească: Constantin Brâncoveanu (domnitor, 1688-1714)
- Ungaria: Leopold I (rege din dinastia de Habsburg, 1657-1705; totodată, rege al Cehiei, 1657-1705; ulterior, arhiduce de Austria, 1658-1705; ulterior, rege al Germaniei, 1658-1705; ulterior, împărat occidental, 1658-1705)
- Veneția: Francesco Morosini (doge, 1688-1694)

## Africa
- Așanti: Osei Tutu (așantehene, cca. 1680-cca. 1720)
- Bagirmi: Abd al-Kadir I (mbang, 1680-1707)
- Benin: Oreoghene (obba, cca. 1689-cca. 1700)
- Buganda: Tebandeke  și Ndawula (kabaka, 1674-1704)
- Dahomey: Akaba (Wibega) (rege, 1680/1685-1708)
- Darfur: Musa ibn Sulaiman (sultan, ?-?) (?) Ahmad Bakr ibn Musa (sultan, ?-?) (?)
- Ethiopia: Iyasu (Jasus) I (Adjam Sagad I) (împărat, 1682-1706)
- Imerina: Andriamasinavalona (rege, cca. 1675-1710)
- Imperiul otoman: Suleiman al II-lea (sultan din dinastia Osmană, 1687-1691) și Ahmed al II-lea (sultan din dinastia Osmană, 1691-1695)
- Kanem-Bornu: Ali al III-lea (Hadj Ali) (sultan, cca. 1657-cca. 1694)
- Lunda: Muteba (mwato-yamvo, cca. 1690-?)
- Maroc: Moulay Ismail (sultan din dinastia Alaouită, 1672-1727)
- Munhumutapa: Kamharapasu Mukombwe (rege din dinastia Munhumutapa, 1663-cca. 1692)
- Oyo: Jayin (rege, ?-?) (?) și Ayibi (?-?) (?)
- Rwanda: Kigeri al II-lea Nyamuhesera (rege, cca. 1672-cca. 1696)
- Sennar: Unsa al II-lea ibn Nasr ibn Rubat (sultan, cca. 1680-cca. 1692)
- Wadai: Iakub Arus ibn Kharut (sultan, 1681-1707)

## Asia

### Orientul Apropiat
- Iran: Suleiman I (Safi al II-lea) (șah din dinastia Safavidă, 1666-1694)
- Imperiul otoman: Suleiman al II-lea (sultan din dinastia Osmană, 1687-1691) și Ahmed al II-lea (sultan din dinastia Osmană, 1691-1695)
- Yemen, statul Sanaa: al-Mahdi Muhammad (imam, 1687-1716)

### Orientul Îndepărtat
- Atjeh: Kamalat Șah (principesă, 1688-1699)
- Birmania, statul Arakan: Waradhammaraza (rege din dinastia de Mrohaung, 1685-1692)
- Birmania, statul Toungoo: Minrekyawdin (rege, 1673-1698)
- Cambodgea: Preah Ang Sor al II-lea (Sandech Preah Chea Barommo Suren Reachea Thireach Reamea) (rege, 1674-1695, 1696-1699, 1701-1702, 1704-1706)
- China: Shengzu (Xuanye) (împărat din dinastia manciuriană Qing, 1662-1722)
- Coreea, statul Choson: Sukchong (Yi Sun) (rege din dinastia Yi, 1675-1720)
- India, statul Moghulilor: Muhyi ad-Din Muhammad Aurangzeb (Alamgir I) (împărat, 1658-1707)
- Japonia: Higașiyama (împărat, 1687-1709) și Tsunayoși (principe imperial din familia Tokugaua, 1680-1709)
- Laos, statul Lan Xang: Sulignavongsa (Surya-varman) (rege, 1654-1694)
- Maldive: Muhammad ibn Ibrahim (sultan, 1687-1691) și Muhi ad-Din Muhammad (sultan, 1691-1692)
- Mataram: Amangkurat al II-lea (Adipati Anom) (sultan, 1677-1703)
- Nepal (Benepa): Jitamitramalla (rege din dinastia Malla, 1663-1695)
- Nepal (Kathmandu): Mahitapindramalla (rege din dinastia Malla, 1689-1694)
- Nepal (Lalitpur): Nivasamalla (rege din dinastia Malla, 1657-1701)
- Nepal, statul Gurkha: Șri Prithvipati Șah (rajah, 1669-1714/1716)
- Sri Lanka, statul Kandy: Vimala Dharma Surya al II-lea (rege, 1687-1707)
- Thailanda, statul Ayutthaya: Pra Petraja (rege, 1688-1703)
- Tibet: Panchen bLo-bzangYe-shes dPal-bzan-po (Lobzang Yeshe) (panchen lama, 1663-1737)
- Vietnam, statul Dai Viet: Le Hi-tong (Chung hoang-de) (rege din dinastia Le târzie, 1676-1705)
- Vietnam (Hue): Nguyen Phuc Tran (rege din dinastia Nguyen, 1687-1691) și Nguyen Phuc Chu (rege din dinastia Nguyen, 1691-1725)
- Vietnam (Taydo): Trinh Can (rege din dinastia Trinh, 1682-1709)